# پیش فراستار وابستگی به حافظه داده
پیش واکشی کننده وابسته به حافظه داده (DMP) یک پیش واکشی کننده حافظه نهان است که به محتوای حافظه پنهان برای مقادیر اشاره گر احتمالی نگاه می کند و اگر الگوهای دسترسی به حافظه را ببیند که پیروی از آن اشاره گرها مفید است، داده ها را در آن مکان ها در حافظه پنهان از قبل واکشی می کند.
از سال 2022، واکشی اولیه داده ها قبلاً یک ویژگی معمول در CPU ها بود، اما بیشتر پیش واکشی ها داده های درون حافظه پنهان را برای نشانگرها بررسی نمی کنند، در عوض با نظارت بر الگوهای دسترسی به حافظه کار می کنند. پیش واکشی کننده های وابسته به حافظه داده این کار را یک قدم جلوتر می برند.
نشان داده شد که DMP در معماری کامپیوتر M1 اپل می تواند به عنوان یک کانال جانبی حافظه در حمله ای که در اوایل سال 2024 منتشر شد استفاده شود. در آن زمان نویسندگان آن هیچ راه عملی برای بهره برداری از آن نمی دانستند. DMP متعاقبا کشف شد. حتی بیشتر از آنچه قبلا تصور می شد فرصت طلب باشد، و اکنون نشان داده شده است که می تواند به طور موثر به انواع الگوریتم های رمزنگاری در اثری به نام GoFetch توسط نویسندگان آن مورد استفاده قرار گیرد.
پردازنده‌های Core اینتل همچنین دارای عملکرد DMP هستند (اینتل از اصطلاح «پیش‌افزار وابسته به داده» استفاده می‌کند) اما اینتل بیان می‌کند که آنها ویژگی‌هایی برای جلوگیری از استفاده از DMP‌های خود برای حملات کانال جانبی دارند. نویسندگان GoFetch اظهار می‌کنند که نتوانسته‌اند بهره‌برداری خود را روی پردازنده‌های اینتل کار کنند. 